# Serradilla del Llano
Serradilla del Llano település Spanyolországban, Salamanca tartományban. Serradilla del Llano La Atalaya, Agallas, Zamarra, Serradilla del Arroyo, Monsagro, Ladrillar, Casares de las Hurdes, Ciudad Rodrigo és Tenebrón községekkel határos. Lakosainak száma 138 fő (2024).

## Népesség
A település népessége az elmúlt években az alábbi módon változott:
| Lakosok száma | 249  | 222  | 206  | 182  | 182  | 169  | 167  | 155  | 144  | 138  |
|               | 2001 | 2004 | 2007 | 2009 | 2012 | 2014 | 2017 | 2019 | 2022 | 2024 |